# Luya
Luya es una localidad peruana ubicada en la región Amazonas, provincia de Luya, distrito de Luya. Es asimismo capital del distrito de Luya. Se encuentra a una altitud de 2311 m s. n. m. Tiene una población de 2058 habitantes en 1993.

## Clima
| Parámetros climáticos promedio de Luya | Parámetros climáticos promedio de Luya | Parámetros climáticos promedio de Luya | Parámetros climáticos promedio de Luya | Parámetros climáticos promedio de Luya | Parámetros climáticos promedio de Luya | Parámetros climáticos promedio de Luya | Parámetros climáticos promedio de Luya | Parámetros climáticos promedio de Luya | Parámetros climáticos promedio de Luya | Parámetros climáticos promedio de Luya | Parámetros climáticos promedio de Luya | Parámetros climáticos promedio de Luya | Parámetros climáticos promedio de Luya |
| Mes                                    | Ene.                                   | Feb.                                   | Mar.                                   | Abr.                                   | May.                                   | Jun.                                   | Jul.                                   | Ago.                                   | Sep.                                   | Oct.                                   | Nov.                                   | Dic.                                   | Anual                                  |
| -------------------------------------- | -------------------------------------- | -------------------------------------- | -------------------------------------- | -------------------------------------- | -------------------------------------- | -------------------------------------- | -------------------------------------- | -------------------------------------- | -------------------------------------- | -------------------------------------- | -------------------------------------- | -------------------------------------- | -------------------------------------- |
| Temp. media (°C)                       | 15.9                                   | 15.9                                   | 15.9                                   | 16                                     | 15.8                                   | 15.1                                   | 14.9                                   | 15.1                                   | 15.6                                   | 16                                     | 16.4                                   | 16.3                                   | 15.7                                   |
| Temp. mín. media (°C)                  | 10.6                                   | 10.7                                   | 10.9                                   | 10.6                                   | 10                                     | 9                                      | 8.8                                    | 8.7                                    | 9.7                                    | 10.3                                   | 10.2                                   | 10.1                                   | 10                                     |
| Fuente: climate-data.org               |                                        |                                        |                                        |                                        |                                        |                                        |                                        |                                        |                                        |                                        |                                        |                                        |                                        |